# 683

## Починали
- 28 юни – Лъв II, Римски папа